# El Diario (Bolivien)
El Diario ist eine Tageszeitung in Bolivien und wird in La Paz herausgegeben.  
El Diario wurde im Jahr 1904 gegründet und ist heute die älteste noch erscheinende Zeitung Boliviens. Die Familie Carrasco, eine der einflussreichsten Familien in La Paz im 20. Jahrhundert, ist im Besitz der Zeitung und beeinflusst die eher konservative Haltung von El Diario. In der kurzen Amtszeit von Juan José Torres González, bis er durch einen blutigen Staatsstreich der Junta von Militärbefehlshabern um Hugo Banzer gestürzt wurde, musste die Zeitung von 7. Oktober 1970 bis zum 1. September 1971 ihr Erscheinen einstellen.
Chefredakteur ist Rodrigo Ticona Espinoza.